# Краснобродский городской округ
Краснобро́дский городско́й о́круг — упразднённое муниципальное образование в Кемеровской области России. 
В рамках административно-территориального устройства находилось на территории посёлка городского типа областного подчинения Краснобродский с административно подчинёнными населёнными пунктами.
Административный центр — посёлок городского типа Краснобродский.

## История
Городской округ образован в соответствии с Законом Кемеровской области № 104-ОЗ от 17 декабря 2004 года.
Территория округа до 2004 года подчинялась Беловскому горсовету. Имелись населённые пункты Краснобродский, Артышта, Дуброво, Сухановка (до 1999).
Согласно Закону Кемеровской области «Об административно-территориальном устройстве Кемеровской области» N 215-ОЗ от 27 декабря 2007 года представляет собой  посёлок городского типа областного подчинения Краснобродский.
С 20 мая 2022 Краснобродский городской округ присоединен к Прокопьевскому муниципальному району. 

## Население
| 2009    | 2010    | 2011    | 2012    | 2013    | 2014    | 2015    |
| ------- | ------- | ------- | ------- | ------- | ------- | ------- |
| 15 339  | ↘14 895 | ↘14 892 | ↘14 864 | ↘14 771 | ↘14 665 | ↘14 609 |
| 2016    | 2017    | 2018    | 2019    | 2020    | 2021    |         |
| ↘14 506 | ↘14 371 | ↘14 282 | ↘14 074 | ↘13 915 | ↘13 849 |         |

## Населённые пункты
Городской округ (посёлок  городского типа областного подчинения) включает населённые пункты:
| № | Населённый пункт | Тип населённого пункта  | Население |
| - | ---------------- | ----------------------- | --------- |
| 1 | Артышта          | посёлок                 | ↘2780     |
| 2 | Дуброво          | посёлок при станции     | 196       |
| 3 | Краснобродский   | посёлок городского типа | ↘11 406   |

## Экономика
На территории округа расположены Краснобродский угольный разрез, а также железнодорожный узел Артышта.